# Президентські вибори в Білорусі 2006
Президентські вибори в Білорусі 2006 року — чергові вибори президента Білорусі, відповідно до рішення палати представників національних зборів Республіки Білорусь, прийнятому 16 грудня 2005 р., пройшли 19 березня 2006 року. Переміг тодішній чинний президент Білорусі Олександр Лукашенко.

## Основні учасники
Заяви про реєстрації ініціативних груп подали 8 кандидатів на пост президента. 27 грудня 2005 р. Центвиборчком зареєстрував ініціативні групи всіх кандидатів, що подали заявки:
- Олександр Войтович — колишній голова Рада Республіки Національних зборів Білорусі, що був президентом Національної академії наук. До складу ініціативної групи ввійшли 1 304 чоловік.
- Сергій Гайдукевич — депутат Палати представників третього скликання, керівник ліберально-демократичної партії. До складу ініціативної групи ввійшло 3 073 чоловік.
- Олександр Козулін — колишній ректор Білоруського державного університету, лідер білоруської соціал-демократичної партії (Громада). До складу ініціативної групи ввійшли 3 347 чоловік.
- Олександр Лукашенко — діючий Президент Білорусі, що одержав можливість виставляти свою кандидатуру на третій президентський строк після прийняття в 2004 за результатами референдуму виправлень у Конституцію, що знімає обмеження на кількість займаних президентських строків. У складі ініціативної групи 6 212 чоловік.
- Олександр Мілінкевич — єдиний кандидат від опозиції, висунутий у ході Конгресу демократичних сил у жовтні 2005. До складу ініціативної групи ввійшли 5 135 чоловік.
- Зенон Позняк — голова консервативно-християнської партії — Білоруський Народний Фронт (КХП-БНФ). Із квітня 1996 року Позняк проживає в США, що могло стати перешкодою для його реєстрації, тому що за законом кандидат у Президенти повинен проживати на території Білорусі протягом 10 років, що передують виборам. У 2001 році Конституційний суд Республіки Білорусь дозволив Позняку балотуватися на пост президента, однак його ініціативна група не зуміла зібрати 100 тисяч підписів, необхідних для реєстрації кандидатом у президенти. 27 грудня 2005 на засіданні Центвиборчкому було ухвалене рішення зареєструвати ініціативну групу політика. За реєстрацію проголосували сім членів ЦВК, проти — п'ять. До складу ініціативної групи політика ввійшли 2 354 чоловік.
- Сергій Скрєбєц До складу ініціативної групи ввійшли 143 чоловік.
- Валерій Фролов — депутат Палати представників другого скликання, генерал. До складу ініціативної групи ввійшли 1 151 чоловік.

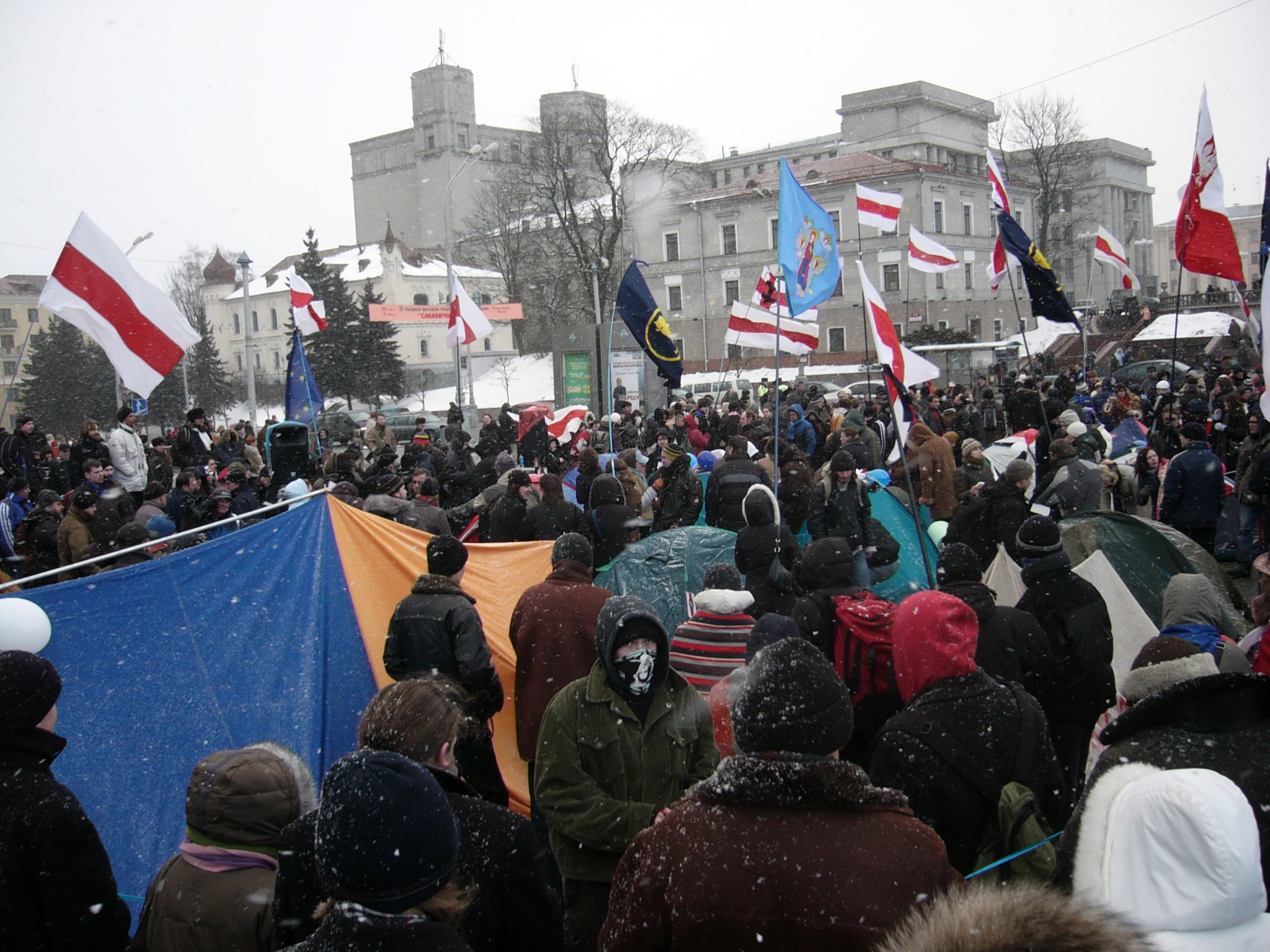
демонстрація опозиції 21 березня

Ще один кандидат, раніше заявивший балотуватися на майбутніх виборах, — Петро Кравченко (колишній міністр закордонних справ і колишній посол Білорусі в Японії) — відмовився від участі в президентській гонці. Аналогічне рішення прийняла дочка покійного керівника Білоруської РСР Петра Машерова — Наталя.
9 січня 2006 р. Олександр Войтович оголосив про своє рішення відмовитися від участі в президентських виборах. Це не стало несподіванкою, тому що незабаром після реєстрації ініціативних груп він і Валерій Фролов прийняли спільну заяву, у якому поставили ряд умов, при яких президентські вибори можуть важатися «конституційними й законними». Головним у цій заяві була вимога про відмову Олександра Лукашенко балотуватися на третій строк, оскільки, на думку Войтовича й Фролова, указ про проведення торішнього референдуму, що дав Лукашенко можливість знову претендувати на президентство, є неконституційним.
23 січня 2006 р. керівник ініціативної групи Валерія Фролова Ігор Азарко заявив, що генерал Фролов найближчим часом має намір заявити про свій вихід із президентської кампанії. За словами Азарко, штаб кандидата в цей час готовить відповідну заяву. Він також повідомив, що на 23 січня ініціативною групою було зібрано 100 тисяч підписів у підтримку висування Фролова кандидатом у президенти. Цієї кількості досить для його реєстрації в Центвиборчкомі.
26 січня 2006 р. керівник ініціативної групи Сергія Скрєбца Сергій Галаганюк повідомив, що його кандидат відмовився від участі в президентській кампанії на користь Олександра Козуліна. Він заявив, що на вечір 25 січня в підтримку висування Скрєбца було зібрано 101 618 підписів. За словами керівника ініціативної групи, Скрєбєц вважає, що Козулін — «найгідніша кандидатура на пост президента Білорусі, це реальний альтернативний кандидат діючому президентові Лукашенко, це гарний керівник, учений, що себе добре показав у керівництві Білдержуніверситетом».
26 січня стало відомо, що не збирається здавати підпису в ЦВК ініціативна група Зенона Позняка. В ефірі білоруської служби радіо «Воля» Позняк заявив: «18 січня ЦВК у своєму ультиматумі дав мені ясно зрозуміти, що підписи, зібрані моєю групою, не будуть визнані».
1 лютого Валерій Фролов виступив із заявою, у якому повідомив, що виходить із президентської гонки на користь Олександра Козуліна. Фролов є членом Білоруської соціал-демократичної партії (Громада), головою якої й був на той момент Козулін.

## Умови проведення
Відповідно до Конституції Білорусі, президентом може бути обраний громадянин республіки за народженням, що досяг 35-літнього віку й постійно проживає у Республіці Білорусь не менш 10 років безпосередньо попереднім виборам. Кандидатові потрібно зібрати 100 тисяч підписів у свою підтримку, які потім піддаються перевірці. Якщо 15 % із числа перевірених зізнаються недостовірними, то всі зібрані ініціативною групою підпису вважаються недійсними. Списки членів ініціативних груп повинні були бути подані в Центвиборчком не пізніше 23 грудня. З 29 грудня по 27 січня був встановлений строк для висування кандидатів у президенти. Строк здачі передплатних аркушів у територіальні комісії завершився 27 січня, а надання необхідних документів у Центвиборчком — 11 лютого. Реєстрація кандидатів повинна була відбутися з 12 по 21 лютого.
Витрати на президентські вибори 2006 року склали 35 млрд. 325 млн. 248 тис. білоруських рублів.

## Строки проведення виборів
Президентські вибори виявилися оголошені раніше, ніж цього очікувала опозиція. Незаплановане засідання парламенту було проведено наступного дня після чергової зустрічі Олександра Лукашенко з російським президентом Володимиром Путіним, що пройшла 15 грудня 2005 в Сочі.
Раніше очікувалося, що вибори пройдуть не раніше кінця весни — початку літа 2006 року. Повноваження Олександра Лукашенко минають 20 вересня, у такий спосіб вибори необхідно було провести не пізніше 19 липня. Раніше, у середині листопада 2005 р., Сергій Гайдукевич висловлював припущення, що вибори можуть бути призначені на кінець березня — початок квітня 2006 р.
Таким чином, на формування й подання в ЦВК списків членів ініціативних груп з висування претендентів на пост президента білоруської опозиції був наданий рівно тиждень. Як одна з причин призначення виборів на 19 березня деякими називається проведення зразкове в цей же час — 26 березня — парламентських виборів в Україні. При цьому, можливо, білоруська влада розраховувала, що основна увага західних країн і самої української влади, що неодноразово висловлювалися із приводу необхідності «демократизації» Білорусі, буде зосереджено на власній передвиборній кампанії.

## Опозиція й кримінальна відповідальність за дискредитацію республіки
До початку передвиборної кампанії виявилося було присвячено вступ у силу Закону «Про внесення доповнень і змін у деякі законодавчі акти РБ з питання посилення відповідальності за діяння, спрямовані проти людини й суспільної безпеки», відповідно до якого в Кримінальний кодекс РБ додана нова стаття — про кримінальну відповідальність за дискредитацію республіки.
За цією статтею, будь-який громадянин, що надав закордонній державі або іноземній організації свідомо неправдиві відомості про політичну, економічну, військову або міжнародну ситуацію Білорусі, може бути засуджений на строк від шести місяців до двох років. Відповідальності за новою статтею також підлягають громадяни Білорусі, що закликають до дій проти її суверенітету, територіальної недоторканності, національної безпеки й обороноздатності, що беруть участь у діяльності партії або іншої організації, що не має реєстрації в Міністерстві юстиції, а також особи, що беруть участь у підготовці групових дій, що порушують громадський порядок, або фінансуванні подібних акцій.
Виступаючи в білоруському парламенті під час обговорення законопроєкту, керівник КДБ Білорусі Степан Сухоренко визнав, що виправлення прийняті як превентивна міра з метою не допустити насильницького захоплення правління. Раніше в інтерв'ю агентству Рейтер Сухоренко вказав, що ряд західних держав — особливо США — останнім часом неодноразово заявляли про свою зацікавленість у тім, щоб у Білорусі в результаті майбутніх президентських виборів відбулася зміна влади за зразком «кольорових революцій» в інших країнах СНД. Сухоренко заявив, що США використають ресурси й можливості міжнародних і іноземних некомерційних організацій для підготовки спецгруп, які передбачають задіяти для організації масових вуличних виступів у Білорусі. У числі таких організацій він відзначив американські Національний фонд у підтримку демократії, Міжнародний республіканський інститут, розташовані в Польщі Східноєвропейський демократичний центр, фонд імені Стефана Баторія, польсько-американський Інститут демократії в Східній Європі.
Уже 21 грудня міністерство юстиції Білорусі винесло письмові попередження п'яти партіям, зареєстрованим у республіці, — білоруської партії «Зелені», Білоруської соціал-демократичної партії («Громада»), білоруської партії жінок «Надзея», партії БНФ і Білоруської патріотичної партії. Попередження винесені у зв'язку з невиконанням цими партіями вимог закону про партії — зокрема, необхідності мати мінську міську й організаційні структури не менш ніж у чотирьох областях республіки.

## Передвиборна ситуація
У ході агітаційної компанії, що де-факто почалася, супротивники у боротьбі за крісло президента часто виступали з гучними заявами. Так, ще в грудні 2005 р. Олександр Войтович і Валерій Фролов прийняли спільну заяву, у якій поставили ряд умов, при яких президентські вибори можуть уважатися «конституційними й законними». Основним у цій заяві була вимога про відмову Олександра Лукашенко балотуватися на третій строк, оскільки на думку Войтовича й Фролова указ про проведення торішнього референдуму, що дав Лукашенко можливість знову претендувати на президентство, неконституційний. У заяві говорилося, що, якщо влада не виконає перерахованих умов, Войтович і Фролов залишають за собою право вийти з виборчої кампанії.
У результаті 9 січня 2006 р. Войтович оголосив, що відмовляється від участі у виборах. Свій вчинок він пояснив недемократичністю (на його думку) виборчої кампанії: «До складу обласних, міських і районних комісій фактично не включені представники претендентів, незалежних від нинішньої влади. Всупереч конституції ніхто із претендентів, крім Лукашенко, не одержує доступу до державних засобів інформації, які, у порушення виборчого кодексу, уже приступилися до масштабної агітаційної кампанії за обрання Лукашенко президентом країни на новий строк. Незалежні ж засоби інформації в країні фактично знищені».
Сергій Гайдукевич у ході онлайн-конференції на сайті «Радіо Воля» 10 січня заявив, що претендент на пост президента від об'єднаної демократичної опозиції Олександр Мілінкевич «дуже слабкий і невідомий, він — аутсайдер» виборчої гонки. На його думку, єдиний претендент — «віртуальний проєкт, обраний тими, хто робив комуніста Гончарика в 2001 році». «Є кілька невеликих партій, голови яких продають ідеологію своїх партій, бояться йти на вибори й взагалі не можуть цього зробити. Призначають безпартійної, невідомої людини, щоб нізащо не відповідати, — і так протягом останніх багатьох лет. Якби я був президентом, то платив би такої опозиції, щоб вона була». «Лідерів не обирають, ними стають», — заявив Гайдукевич.
Сам Олександр Мілінкевич під час свого одноденного візиту у Францію 9 січня заявив, що «об'єднана Європа не має права миритися з диктатурою на своїх східних границях». «Будь-яка диктатура завжди несе погрозу безпеки… І об'єднаній Європі не можна байдуже дивитися на долі моїх співгромадян, які сьогодні відкрито, не боячись переслідувань і репресій влади, виступають за зміни в нашій країні», — заявив Мілінкевич. На його думку, нинішня білоруська влада «веде майже 10-мільйонний народ у минуле, у часи політичних блоків, які десятиліттями ділили народи». «Ціль об'єднаних демократичних сил — повернення демократії в нашу Білорусь, побудову країни, що прагне до статку, що буде відкрита й на Схід, і на Захід, що побудує взаємовигідні відносини й буде надійним мостом між Європейським союзом і Росією…» Мілінкевич зустрівся із главою МЗС Франції Пилипом Дуст-Блазі. Міністр висловив побажання, щоб Мінськ погодився прийняти місію спостерігачів ОБСЄ для контролю за майбутніми виборами.
Сергій Скрєбєц, що перебуває в слідчому ізоляторі Мінська, почав голодування, вимагаючи надати йому можливість повноцінно брати участь у виборчій кампанії. Скрєбєц був затриманий 15 травня 2005 р. за обвинуваченням у готуванні до злочину й даванні хабаря. У травні 2003 року у відношенні Скрєбца була порушена кримінальна справа за підозрою у виманюванні в держави кредитів і організації злочинної групи. 13 вересня стало відомо про те, що Скрєбцу пред'явлене ще одне обвинувачення — незаконна участь у підприємницькій діяльності. 14 лютого Верховний суд Республіки Білорусь виніс вирок Сергію Скребцу. Він визнаний винним у шахрайстві з метою одержання держкредиту й засуджений на 2 роки 6 місяців висновку в колонії загального режиму.
У заяві, розповсюдженій 10 січня партією ще одного кандидата — Зенона Позняка, говориться, що відносно членів його ініціативної групи здійснюються «репресії й провокації». Так, 7 січня під час збору підписів у Ліді (Гродненська область) був затриманий член ініціативної групи Володимир Хрищанович. Співробітники дорожньо-постової служби перевірили в нього документи, після чого викликали по рації наряд міліції. Хрищанович був доставлений у відділення міліції, де на нього був складений протокол про адміністративне правопорушення. Він уже звернувся в лідську прокуратуру із протестом на дії співробітників міліції. 9 січня в селі Ворони Вітебського району невідомі спробували проникнути в будинок, де проживає родина члена ініціативної групи Володимира Плещенко. Троє людей у цивільному представилися працівниками прокуратури, однак дружина Плещенко відмовилася відкрити їм двері. Після невдалої спроби зламати двері невідомі вийшли. У заяві говориться, що наведені факти свідчать про спроби «брутальними репресіями перешкодити роботі ініціативної групи Зенона Позняка».
11 січня керівник ініціативної групи Позняка Сергій Попков був запрошений у Центвиборчком, де йому було винесено усне попередження про те, що під час збору підписів у підтримку Позняка лунала агітаційна продукція. Сам Попков заявив, що не вважає, що попередження було винесено справедливо. За його словами, у листівці втримувався заклик взяти участь в «народному голосуванні», а не голосувати за Позняка. «Зрозуміло, оскільки це ініціатива Позняка, ми вказали там, хто автор ініціативи. ЦИК порахував це агітацією», — повідомив Попков. Він заявив, що ініціативна група буде й далі займатися поширенням інформації про ініціативу «народного голосування». Під «народним голосуванням» мається на увазі наступна схема: виборцям пропонується прийти на виборчі дільниці зі своїми альтернативними бюлетенями й, вписавши в них прізвище «демократичного» кандидата, опустити в урну, а офіційний бюлетень віднести із собою й передати в спеціально створену Національну виборчу комісію. Народний бюлетень буде зовні відрізнятися від офіційного, що дозволить при розкритті урн відразу визначити результати голосування. Команда Позняка розраховувала, що це призведе до «народного імпічменту» діючому президентові.
23 січня в інтерв'ю щотижневику «Московські новини» Позняк пояснив, чому він відмовився підтримати Олександра Мілінкевича як єдиний кандидат від опозиції: «Ми не підтримуємо опозицію й опозиціонерів, які створені за допомогою спецслужб і які, начебто б борючись із режимом, об'єктивно працюють на його підтримку. Вся нинішня президентська кампанія відмінно це ілюструє. А нібито „єдиний кандидат“ представляє тільки деяку частину опозиції» Також Позняк розповів, що вважає своїм електоратом «приблизно 1 млн чоловік», це «люди, які підтримують наш національно-визвольний рух уже протягом 15 років». «Вони знають, що основний конфлікт у білоруському суспільстві — не між диктатурою й демократично мислячими людьми, але між промосковською політикою й вільною Білоруссю. Зрозумійте, боротьба йде за незалежність Білорусі. Прихильники Лукашенко — за політику етноциду, спрямованого на знищення всього білоруського, у тому числі нашої незалежності»
Олександр Лукашенко був упевнений у своїй перемозі. З початку 2006 року він перемінив майже все керівництво своєї адміністрації. Самою головною кадровою зміною став перехід керівника адміністрації президента Віктора Шеймана на пост глави виборчого штабу Олександра Лукашенко. Новим керівником адміністрації призначений Геннадій Невиглас, що був держсекретарем ради безпеки.
Віктор Шейман з 1994 року був активним прихильником Олександра Лукашенко. З 1994 по 2000 р. він очолював Раду безпеки Білорусі, потім — прокуратуру й, нарешті, адміністрацію президента. Саме за його позовом рішенням суду була закрита головна опозиційна газета «Воля». Білоруська опозиція й міжнародні правозахисні структури затверджують, що саме він у свій час був організатором так званих «ескадронів смерті», яким приписуються вбивства лідерів організованої злочинності, керівників опозиції й оператора російського телеканала ОРТ Дмитра Завадського.
Олександр Лукашенко заявив, що після виборів Віктор Шейман очолить державний секретаріат Ради безпеки. Спостерігачі думають, що він міг очолити новий силовий орган Білорусі, що буде створений на базі нинішніх КДБ і Ради безпеки. Про його створення наприкінці 2005 року повідомив сам Олександр Лукашенко.
Напередодні реєстрації кандидатів у президенти Білорусі й початку агітаційної кампанії розгорівся черговий шпигунський скандал.
7 лютого 2006 р. у щоденній програмі Білоруського державного телебачення «Коментар дня» якийсь співробітник керування контррозвідки КДБ обвинуватив посольство Польщі в Білорусі в тім, що тут тривалий час діє резидентура польських спецслужб, що, використовуючи дипломатичний імунітет, здійснює легальну розвідку, проводить збір інформації про ситуації в організаціях етнічних поляків, підготовляє джерела впливу й проводить інші дії, спрямовані на втручання у внутрішні справи Республіки Білорусь.

## Хід виборчої кампанії

### Збір підписів
Відповідно до закону, до 27 січня кожний кандидат був зобов'язаний за допомогою своєї ініціативної групи зібрати у свою підтримку не менш 100 тисяч підписів виборців.
За станом на 26 січня про подолання 100-тисячного рубежу оголосили 5 кандидатів:
1. Олександр Лукашенко — 1 817 тисяч (дані на 26 січня)
2. Олександр Мілінкевич — 178 тисяч (дані на 20 січня)
3. Олександр Козулін — 160 тисяч (дані на 24 січня)
4. Зенон Позняк — 132 тисяч (дані на 26 січня)
5. Сергій Гайдукевич — 124 тисячі (дані на 16 січня)
6. Валерій Фролов — 100 тисяч (дані на 23 січня)

Після закінчення кінцевого строку подачі передплатних аркушів, ЦИК обнародував дані про кількість підписів у підтримку кандидатів:
1. Олександр Лукашенко — 1 905 631
2. Олександр Мілінкевич — 198 559
3. Олександр Козулін — 156 618
4. Зенон Позняк — 719 (раніше Позняк заявив, що не буде здавати зібрані підписи в ЦИК)
5. Сергій Гайдукевич — 150 319
6. Валерій Фролов — 58 775

18 січня 2006 г. ЦВК виніс офіційне попередження ініціативним групам Зенона Позняка і Олександра Мілінкевича. Підставою для такого рішення стала інформація про численні факти порушень членами ініціативних груп виборчого законодавства — зокрема, про роздачу виборцям агітаційної продукції під час збору підписів. Керівники ініціативних груп цих кандидатів, що виступили на засіданні ЦВК, дані порушення не визнали. Зокрема, керівник ініціативної групи Позняка Сергій Попков заявив, що не вважає роздачу інформаційних матеріалів про «Народне голосування» порушенням законодавства. За його словами, дану виборчу кампанію не можна вважати виборами, тому що «у громадян відсутня інформація про претендентів на пост глави держави й про виборчий процес». Він призвав ініціативні групи всіх претендентів також почати поширювати інформаційні матеріали про своїх претендентів на пост глави держави. Керівник ініціативної групи Мілінкевича Олександр Бухвостов вважає, що в ЦВК «немає ніяких переконливих доказів, що підтверджують, що члени ініціативної групи порушували законодавство». Він заявив, що ЦВК «предвзято ставиться» до групи Мілінкевича, обвинувачуючи її в недосконалих правопорушеннях, і в той же час закриває ока на численні факти порушень виборчого законодавства з боку ініціативної групи Олександра Лукашенко.
Раніше керівникам ініціативних груп цих кандидатів уже робилися неофіційні попередження про неприпустимість проведення агітації за кандидатів і виготовлення друкованих матеріалів до початку офіційної агітаційної кампанії. Групі Мілінкевича неофіційне попередження було зроблено ще під час її реєстрації, однак на засіданні ЦИК 18 січня член Центвиборчкому Надія Кисельова заявила що факти проведення агітації були зареєстровані в Мінську, Могильові, Пінську, Полоцьку, Вітебську, Мяделі і ряді інших міст республіки. Крім того, співробітниками правоохоронних органів було конфісковано кілька великих тиражів календариків з портретом Мілінкевича без вихідних даних. Керівник ініціативної групи Позняка також уже раніше викликався в ЦВК для винесення неофіційного попередження.

Наступного дня, 19 січня, Зенон Позняк поширив заяву з реакцією на винесене попередження:
Нам поставлений ультиматум: якщо ми й далі продовжуємо поширювати інформацію про Народне голосування, то зібрані нами підписи будуть вважатися недійсними.
Рішення про подальші дії Позняк прийме після проведення консультацій з керівництвом своєї ініціативної групи, поки ж він пропонує членам своєї ініціативної групи
...не обертати уваги на ультиматум, інтенсивно продовжувати збір підписів і одночасно інформувати суспільство про необхідність і порядок народного голосування». «Всі наші дії засновані на Конституції й законах і ні в чому не суперечать виборчому законодавству.
26 січня Зенон Позняк у ході онлайн-конференції на радіо «Воля» заявив, що його ініціативна група не буде здавати зібрані підписи у виборчі комісії.
18 січня ЦВК у своєму «ультиматумі» дав мені ясно зрозуміти, що підпису, зібрані моєю групою, не будуть визнані. Щоденні протизаконні затримки й арешти моїх груп збирачів, складання міліцейських протоколів, передача їх у ЦВК показують ясно, що вони готовлять і що буде. Главу мого штабу Сергія Попкова за останні п'ять днів заарештовували п'ять разів. Це ж війна проти мене. Не дають працювати моїм групам збирачів. Хоча тепер маємо 130—135 тис. підписів. Після консультації ми прийняли спільне рішення. На управі БНФ познайомили з ним керівників моїх груп і членів управи. Рішення буде оголошено завтра (27 січня).
Суть збору підписів у схемі «народного голосування» полягала в знаходженні для мене легальної можливості (захищеної імунітетом) в'їзду в Білорусь. Режим зрозумів наш план у середині січня. Можливість мого приїзду вже фактично закрита, і для ЦИК, щоб мене викинути з виборів, залишилися тільки формальності. У цій ситуації нам не потрібно робити порожню роботу, підготовку й перевірку підписів, здачу в комісію і т.д., щоб виявитися потім пішаками в їхній грі, так ще одержати мокрою ганчіркою по обличчі. Прийнято категоричне рішення не здавати зібрані підписи в ЦИК. У цій ситуації, коли моїй групі організували міліцейське переслідування й мене не будуть реєструвати за політичними причинами, ми не можемо віддавати адреси й паспортні дані моїх прихильників у лабети цих маріонеток, щоб людей потім переслідували або виганяли з роботи. Я дуже добре знаком з положенням, щоб не робити такої помилки.

Дякую всіх своїх прихильників і збирачів. Я не втратився можливості президентства, але мені не дали можливості приїхати в Білорусь.
За словами Позняка, залишок часу буде цілком використаний для інформування про «народне голосування».

### Реєстрація учасників
11 лютого секретар ЦВК Микола Лозовик повідомив, що всі чотири претенденти на пост президента Білорусі подали в Центвиборчком документи, необхідні для їхньої реєстрації кандидатами: декларації про доходи й майно претендентів і їхніх близьких родичів, заява про згоду балотуватися в президенти й анкетні дані.
Засідання Центвиборчкому з реєстрації кандидатів у президенти відбулося 17 лютого в Палаці Республіки. Кандидатами на пост президента Білорусі зареєстровані всі чотири претенденти — діючий президент Олександр Лукашенко, лідер об'єднаних демократичних сил Олександр Мілінкевич, голова Ліберально-демократичної партії Сергій Гайдукевич і лідер Білоруської соціал-демократичної партії (Громада) Олександр Козулін.
У ході голосування Лукашенко, Гайдукевич і Козулін були зареєстровані одноголосно. При голосуванні по кандидатурі Мілінкевича три члени Центвиборчкому проголосували проти, оскільки дружина Мілінкевича несвоєчасно задекларувала дохід від продажу автомобіля «Мазда» — 900 тисяч білоруських рублів. Секретар Центвиборчкому Микола Лозовик призвав своїх колег визнати цей факт несуттєвим, і в підсумку Мілінкевич також був зареєстрований кандидатом.
Після реєстрації кожний із чотирьох претендентів виступив з невеликою промовою.

### Коаліції
Незабаром після початку збору підписів деякі кандидати в президенти почали вести переговори один з одним про координацію своїх дій. Так Олександр Войтович призвав всіх кандидатів бойкотувати нелегітимні, на його думку, вибори. 16 січня Олександр Мілінкевич підтримав пропозицію іншого кандидата — Олександра Козуліна — про проведення переговорів після завершення збору підписів. Такі переговори у вигляді обміну листами дійсно почалися 27 січня, однак поки що кожна зі сторін наполягає на своїй позиції, тому переговори не дали ніяких результатів. Козулін пропонує укласти угоду про те, що, у випадку нереєстрації одного з них кандидатом у президенти, ця людина підтримає зі своєю командою другого кандидата. Мілінкевич вважає, що така домовленість дасть владі можливість вибрати зручного для себе суперника, і пропонує іншу схему — зняти одну з кандидатур на користь іншого кандидата ще до реєстрації. Для визначення цього одного кандидата він пропонує чотири критерії: кількість делегатів, що підтримали претендента на Національному конгресі демократичних сил, наявність організаційних структур, політична рейтинг претендента, його визнання й підтримка міжнародним співтовариством. При використанні цих критеріїв кандидатура Милинкевича виглядає значно більше сильної. Наприклад, Козулин навіть не висувався на Конгресі демократичних сил.
1 лютого Валерій Фролов, один з екс-претендентів на пост президента, оголосив, що разом зі своєю командою «уливається в передвиборні структури Олександра Козуліна».
6 січня Олександр Войтович, що також зняв раніше свою кандидатуру, оголосив про відмову приєднатися до команди Олександра Козуліна. Він пояснив це небажанням «взагалі робити легітимними вибори й участь у них Олександра Лукашенко». За словами Олександра Войтовича, «ніяких виборів не буде».
8 лютого штаб Олександра Мілінкевича ухвалив рішення щодо припинення переговорів зі штабом Олександра Козуліна про зняття одного з них з виборів на користь іншого.
Олександр Козулін проте не залишає надії на успіх переговорів. Він сказав, що поважає Мілінкевича й що вони, як високоосвічені люди, завжди знайдуть можливість домовитися. Можливість домовитися із президентом Лукашенко Козулін виключив. 10 березня він направив у штаб Мілінкевича три пропозиції щодо можливого співробітництва:
1. «За кілька днів до виборів прийняти спільну заяву про зняття обох кандидатур у зв'язку з незаконністю проведення дострокових виборів, а також грубим порушенням чинного законодавства державними органами… У спільній заяві зажадати відповідно до діючої Конституції проведення президентських виборів 16 липня 2006 року».
2. «Розглянути питання про єдиного кандидата відповідно до існуючої внутрішньої й зовнішньої ситуації, з обліком того, що єдиний кандидат повинен не викликати роздратування з боку провідних геополітичних гравців — Росії, Європейського союзу, США».
3. «Прийняти декларацію про спільні дії, у якій підкреслити, що несуттєво, хто буде обраний президентом — Козулін або Мілінкевич. Головне для майбутнього країни — президентом не повинен залишитися О. Лукашенко…»

Ці пропозиції Мілінкевич відхилив — «Ці пропозиції недоречні. Якщо я зніму свою кандидатуру, це не вплине на легітимність виборів. Мене підтримує велика кількість виборців, і я піду до кінця»

### Агітація

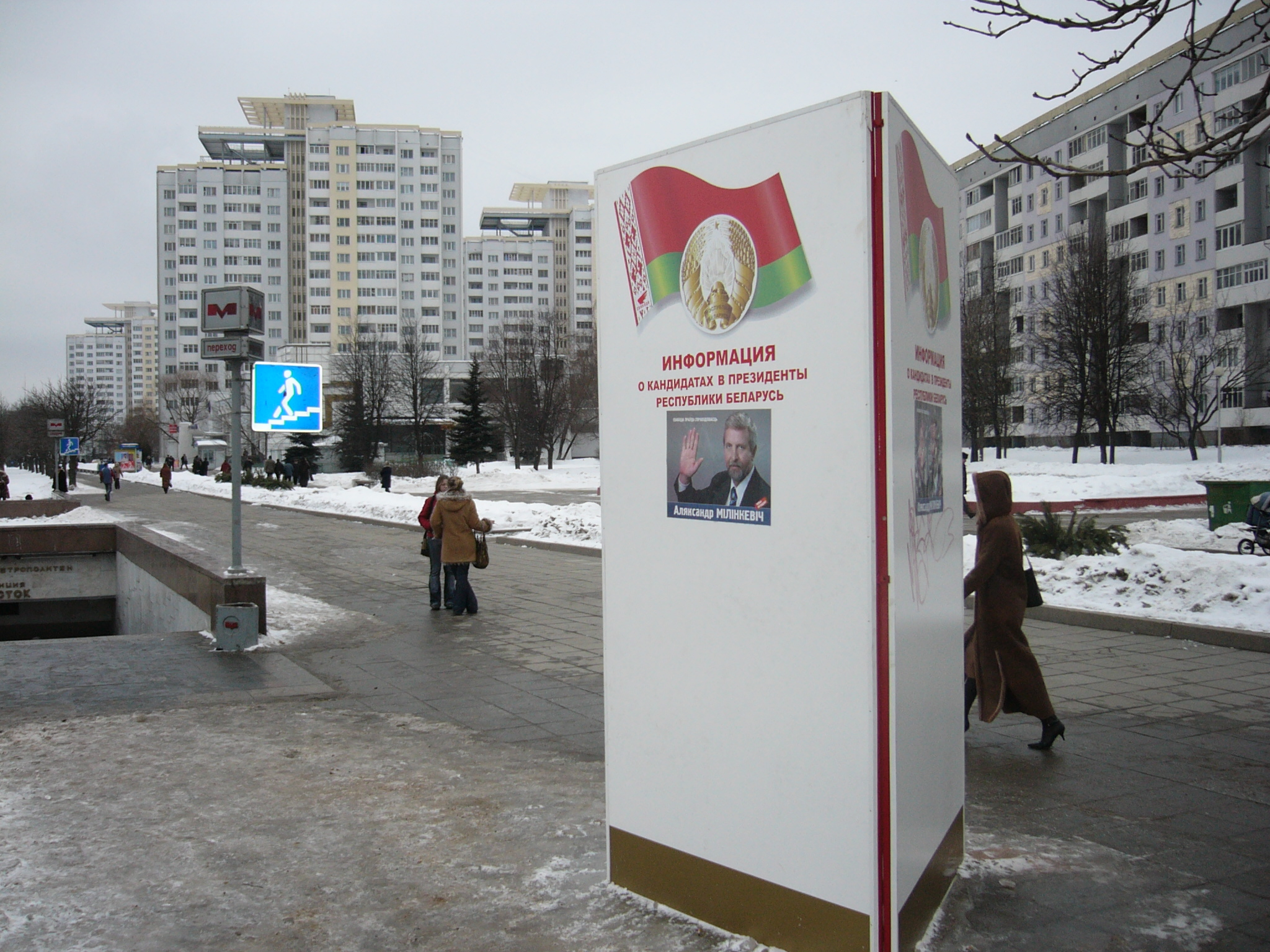
стенд для агітаційних матеріалів. Мінськ, станція метро Схід

Відповідно до Виборчого кодексу кожному кандидатові надається право на два 30-хвилинних виступи на Першому національному телеканалі й Першому каналі білоруського радіо. Крім цього, кожний кандидат має право на опублікування своєї передвиборної платформи в сімох республіканських газетах. Обсяг обмежений п'ятьома машинописними сторінками, при комп'ютерному наборі — 10 тис. знаків із пробілами.
Теле- і радіовиступи кандидатів транслювалися в записі й вийшли в ефір у наступний термін:
- Сергій Гайдукевич — 21 лютого з 18:30 до 19:00 і 1 березня телевиступ (два телевиступи були однаковими[13]), 24 лютого з 8:00 до 8:30 і 3 березня виступ на радіо (текст обох виступів збігався[14]).
- Олександр Козулін — 22 лютого з 18:30 до 19:00 і 2 березня телевиступ, 27 лютого й 6 березня виступ на радіо. Виступ на радіо 6 березня й телевиступ 2 березня були передані в ефір не повністю. Були вирізані фрагменти, що стосуються особистого життя Олександра Лукашенко загальною тривалістю 7 і 9 хвилин відповідно[15][16][17]. Наступного дня Лукашенко прокоментував вирізані висловлення Козуліна (докладніше див.  [Архівовано 28 серпня 2011 у WebCite]).[18]
- Олександр Лукашенко — відмовився від права виступу на телебаченні (21 лютого й 1 березня) і радіо (24 лютого й 3 березня) у рамках агітаційної кампанії[19]
- Олександр Мілінкевич — 22 лютого й 2 березня телевиступ, 27 лютого й 6 березня виступ на радіо. Радіовиступ 6 березня був переданий в ефір не повністю. Був вирізаний коментар до висловлення Лукашенко про те, що Франциск Скорина жив «у Пітері», у якому Мілінкевич повідомляв що «Скорина жив на 200 років раніше, ніж Петербург був заснований»[17]

Багато експертів відзначають, що незважаючи на відмову від теле- і радіоефіру, наданих йому як кандидатові в Президенти, Олександр Лукашенко досить часто згадувався в ЗМІ у зв'язку зі своєю президентською діяльністю, що розцінюється ними як схована агітація. Як приклад можна навести тригодинну мову Лукашенко на відкритті третіх Всебілоруських народних зборів 2 березня, що транслювалася в прямому ефірі трьох білоруських телеканалів і по радіо.
26 лютого почалося теле- і радіомовлення на Білорусь в рамках проєкту «Вікно в Європу», фінансованого Євросоюзом. Центральний офіс радіостанції розташований у Варшаві, ретрансляція ведеться через литовську радіостанцію. На дворічний проєкт радіомовлення Європейський союз виділив 2 мільйони євро. Телепрограми в рамках проєкту «Вікно в Європу» будуть виходити в ефірі російського телеканала RTVi.
Не обійшлися вибори й без використання «чорного піару». 14 березня у Мстиславському районі правоохоронними органами був затриманий автомобіль, що перевозив зі Смоленська 65 тисяч підроблених екземплярів газети «Радянська Білорусь» (Офіційне видання Адміністрації Президента). Супроводжував тираж заступник керівника партії БНФ Алесь Міхалевич. Пізніше він заявив в інтерв'ю «Білоруським новинам», що якби підроблена «Радянська Білорусь» доїхала до місця призначення, то піар-ефект був би потужний. Що стосується морально-політичного аспекту, те, на його думку, «у порівнянні з тим, що робить „Радянська Білорусь“, це суперморально». У підробленій газеті втримувалися статті під заголовками «19 березня — вибори президента Білорусі О. Г. Лукашенко», «Президент Білорусі — нащадок російських царів», «Народна монархія», «Аргументи за й проти царату в Білорусі», «Сама людяна людина» і т. д.

#### Передвиборні програми

##### Сергій Гайдукевич
Сергій Гайдукевич став першим кандидатом у президенти, чия передвиборна програма офіційно опублікована в ЗМІ. 24 лютого вона була опублікована в щотижневику «Прапор юності» під заголовком «Нова Білорусь — Єдність»

##### Олександр Козулін
26 лютого текст передвиборної програми Олександра Козуліна був переданий в усі зазначені Виборчим кодексом державні ЗМІ. «Деякі видання спеціально залишили чергових редакторів, які приймали програми кандидатів у президенти», — повідомив прес-секретар кандидата. Вона також відзначила, що ніяких перешкод при підготовці програми Козуліна до публікації не виникло. «Газета „Звязда“, наприклад, самостійно перевела програму на білоруську мову. Я їздила її перевіряти й вичитувати, і, з мого погляду, переклад вийшов чудовий».

##### Олександр Лукашенко
2 березня у державних ЗМІ була опублікована передвиборна програма Олександра Лукашенко «Держава для народу».
Своїм основним завданням Лукашенко бачить забезпечення в країні високої якості життя й доведення його рівня до «західноєвропейського». Він обіцяє домогтися того, щоб «людина перед особою державних служб перестала почувати себе прохачем». Він також обіцяє зробити життя в сільській місцевості не менш комфортним, ніж у містах, зробити доступним житло, а кожній молодій родині надавати квартиру не пізніше ніж через три роки після вступу в шлюб.
«Підвищення добробуту людей вимагає додання нової якості розвитку економіки». Із цією метою програмою передбачається збільшення обсягу інвестицій в основний капітал в 1,7 раза. У півтора рази за п'ятирічку повинен зростати ВВП, ріст у промисловості повинен скласти 50 відсотків, у сільському господарстві — 40. Держава буде стимулювати розвиток приватної ініціативи й установлювати стабільні й довгострокові правила підприємницької діяльності, говориться в програмі.
«Сьогодні країна перебуває на підйомі. І першорядне завдання полягає в тім, щоб продовжити впевнене сходження, не скотитися в прірву економічних і соціально-політичних потрясінь. Нам треба зробити нашу державу зручним і комфортним для життя наших людей. Державою для народу»
Відповідно до програми, найважливішим стратегічним партнером Білорусі залишиться Росія.

##### Олександр Мілінкевич
15 лютого на засіданні політичної ради об'єднаних демократичних сил була затверджена передвиборна програма Олександра Мілінкевича.
«Наша програма побудована на трьох фундаментальних цінностях: воля, правда, справедливість. Ця програма — ясне й конкретне послання народу Білорусі, з якого видно, якою стане країна у випадку перемоги об'єднаних демократичних сил» — повідомив Мілінкевич.
У програмі позначені сім пріоритетів: родина й здоров'я; повага до праці й гідна зарплата; справедливий закон і відповідальна держава; економічна воля; відкрита країна — відкритий мир; наука й прогрес; національне відродження.
Програма передбачає «політичну реформу — відновлення принципу поділу галузей влади, скасування обов'язкової й поголовної контрактної системи, зростання зарплати, адресну підтримку молодих родин, міри, що стимулюють розвиток малого й середнього підприємництва». «Реалізація програми створить півмільйона нових робочих місць і забезпечить збільшення середньої зарплати до 550 євро за рахунок нових ринків, нових інвестицій і росту продуктивності праці»
Ці тези багато в чому перегукуються з тезами, використаними Віктором Ющенко у ході президентських виборів і «Помаранчевої революції» 2004 року в Україні.
Сама передвиборна програма Олександра Мілінкевича не опублікована в державних ЗМІ, оскільки не була вчасно передана в редакції газет. За повідомленням керівника штабу Мілінкевича Сергія Калякіина, відбувся «збій у роботі штабу». «Ми провели внутрішнє розслідування й зараз обговорюємо, як нам діяти далі»

### Рейтинги політиків
За результатами дослідження соціологічної служби «Балтік Геллап», якби вибори відбулися 15 січня, перемогу на них одержав би Олександр Лукашенко з результатом 54,6 %. Друге місце — в Олександра Мілінкевича — 16,8 %. Третє — в Олександра Козуліна — 2,9 %.
17 лютого директор Інституту соціології Національної академії наук Білорусі повідомив, що, за результатами соціологічних досліджень, що проводилися з 2002 по 2005 р., не менш 76 % виборців готові підтримати діючого президента на майбутніх виборах. В останнім опитуванні, проведеному наприкінці 2005 р., взяло участь рекордне для Білорусі число людей — понад 9 тисяч.
Недержавний дослідницький центр приводив такі дані:
| Голосували                       | Дані ЦВК | Дані передвиборного опитування** | Дані післявиборчого опитування I*** | Дані післявиборчого опитування II*** |
| -------------------------------- | -------- | -------------------------------- | ----------------------------------- | ------------------------------------ |
| За С. Гайдукевича                | 3,5      | 5,0                              | 2,2                                 | 5,2                                  |
| За О. Козуліна                   | 2,2      | 7,0                              | 5,0                                 | 7,3                                  |
| За О. Лукашенка                  | 83,0     | 64,7                             | 64,9                                | 63,1                                 |
| За О. Мілінкевича                | 6,1      | 18,3                             | 21,4                                | 18,8                                 |
| Проти всіх (і недійсні бюлетені) | 5,2      | 5,0                              | 6,4                                 | 5,5                                  |

* Дані опитувань розраховані від 90%-ї явки
** Передвиборне опитування проводилося з 10 по 20 лютого ц. р.
*** Перший післявиборче опитування проводилося 27 березня — 7 квітня, другий — 16—29 квітня ц. р.
Джерело: Остаточні підсумки президентських виборів

### Спостерігачі
Відповідно до Виборчого кодексу Республіки Білорусь, міжнародних спостерігачів на вибори можуть запрошувати президент, національні збори, Рада Міністрів, Міністерство закордонних справ і Центральна комісія Республіки Білорусь з виборів і проведення республіканських референдумів.
Центвиборчком очікував прибуття близько 700—800 міжнародних і не менш 20 тисяч національних спостерігачів, як це було на президентських виборах 2001 року й республіканському референдумі 2004 року. Усього в ході референдуму 2004 року на 6500 виборчих дільницях було присутнє 24 тисячі спостерігачів. Правда, керівник ЦВК Білорусі Лідія Єрмошина вже заявила, що «непропорційно велика кількість» міжнародних спостерігачів (як це було в Україні) «не працює в благо виборчого процесу, а перешкоджає йому, створюючи певну політизованість».
Як заявив керівник робочої групи ПА ОБСЄ з Білорусі Ути Цапф, «Приїдуть 400 короткострокових спостерігачів, які будуть оцінювати ситуацію безпосередньо перед голосуванням». Крім цього, у Білорусь будуть спрямовані 14 довгострокових спостерігачів, які приступлять до здійснення своїх функцій з 6 лютого. Крім того, за словами керівника групи, спостерігати за виборами будуть представники парламентів країн, що входять в ОБСЄ.
Центвиборчком відмовився акредитувати як міжнародних спостерігачів лідера Союзу правих сил (УПС) Микита Білих і депутата Державної думи РФ Володимира Рижкова, оскільки вони не були запрошені на вибори жодним з уповноважених на це державних органів. За словами секретаря ЦИК, вони могли б приїхати й спостерігати як приватних осіб за роботою їхньої партії, що запросила, але статус міжнародних спостерігачів їм наданий бути не може. Пізніше російські політики заявили, що планують приїхати в Мінськ як позаштатних співробітників видання «Права справа».
9 березня на брифінгу прес-секретар МЗС Білорусі Андрій Попов повідомив, що останнім часом активно циркулює інформація про намір ряду держав, у першу чергу прикордонних, направити своїх представників для здійснення спостереження за виборами без відповідного запрошення й одержання ними офіційного статусу спостерігача: «Метою цих так званих „спостерігачів“ є провокування конфліктних ситуацій у період проведення виборів президента Республіки Білорусь і дестабілізація обстановки в країні». Як відзначив прес-секретар, «це повністю підтверджується останніми заявами депутата Європарламенту Богдана Клиха про те, що на президентські вибори в Білорусь планується поїздка спеціальної („ad hoc“) делегації Європарламенту. При цьому депутати Європарламенту навіть не мають наміру звертатися за запрошенням для приїзду на вибори в Білорусі, оскільки „не визнають білоруський парламент“. Таким чином, ці депутати свідомо йдуть на конфлікт, попри те що білоруська сторона довела до представників Європарламенту свою позицію відносно недоцільності організації такого візиту». Прес-секретар нагадав, що в країну були завчасно запрошені для участі в міжнародному спостереженні за виборами ряд міжнародних організацій і міжпарламентських структур, членом яких вона є, що «свідчить про відкритість Білорусі». Як повідомив прес-секретар МЗС, у цей час у Мінську вже працюють місії довгострокового спостереження від СНД і БДИПЧ ОБСЄ. За його словами, очікувалося, що всього на виборах будуть працювати 434 спостерігача від СНД і 450 — від ОБСЄ.
На заяви Андрія Попова відреагував віце-спікер парламенту Грузії Михайло Мачаваріані: «Попри те, що влада Білорусі заборонила участь спостерігачів від Грузії в моніторингу президентських виборів, грузинські спостерігачі збираються взяти в них участь. Ми поїдемо в Білорусь, незважаючи ні на що». Намір Тбілісі взяти участь у моніторингу підтвердив і голова комітету парламенту з оборони й безпеки Гіві Таргамадзе, він також повідомив, що «залежно від прийому, спостерігачі Грузії будуть діяти адекватно … у всякому разі, нами все буде зафіксовано, і це буде ще однією підтримкою білоруському народу в тім, що ми ще раз зафіксуємо нелегітимність цих виборів».
15 березня у Білорусь прибутку практично всі короткострокові спостерігачі від ОБСЄ. Про це повідомив прес-секретар БДИПЧ ОБСЄ Урдур Гуннарсдоттир. Усього за президентськими виборами спостерігало 440 експертів з 35 країн ОБСЄ й близько 110 спостерігачів від Парламентської асамблеї ОБСЄ, які повинні були прибути в республіку до 17 березня. 13 основних експертів ОБСЄ й 37 довгострокових спостерігачів БДИПЧ ОБСЄ працювали в країні вже з 6 лютого. На 20 березня було призначене подання спільною місією ОБСЄ результатів попереднього звіту про вибори.
За словами голови ЦИК, спостереження за виборами проходило активно, як ніколи. За станом на 15 березня в країні було зареєстровано 27 тис. місцевих і 1 249 міжнародних спостерігачів.

## Попереднє голосування
З 14 березня тим громадянам Білорусі, які за якимись причинами не могли перебувати за місцем проживання в день голосування, була надана можливість достроково проголосувати. Для цього їм необхідно було з'явитися на виборчу дільницю, маючи при собі паспорт або інший документ, що засвідчує особистість. Кандидати від опозиції вказували на те, що дострокове голосування, проведене під час відсутності яких-небудь спостерігачів, надає владі широкі можливості для фальсифікації результатів.
У достроковому голосуванні (з 14 по 18 березня) взяло участь 31,3 % виборців (на попередніх президентських виборах в 2001 році попередньо проголосувало 14,3 % виборців). Як заявив секретар ЦИК Микола Лозовик, висока явка — це «реакція нормальних людей, серйозних, не шукаючих пригод розсудливих громадян — прийти й проголосувати раніше, щоб не зіштовхуватися з безладдями». Раніше правоохоронні органи Білорусі повідомили про розкриття планів проведення терактів у день голосування, а один з кандидатів — Олександр Мілінкевич — призвав своїх прихильників зібратися в центрі Мінська після закриття виборчих дільниць.
За п'ять днів до виборів всі державні структури й силові відомства були переведені в режим підвищеної готовності. Як відзначалося в наказі глави МВС Володимира Наумова, завдання органів внутрішніх справ — не допустити масові безладдя. Посилений режим уведений по 27 березня включно.

## День голосування

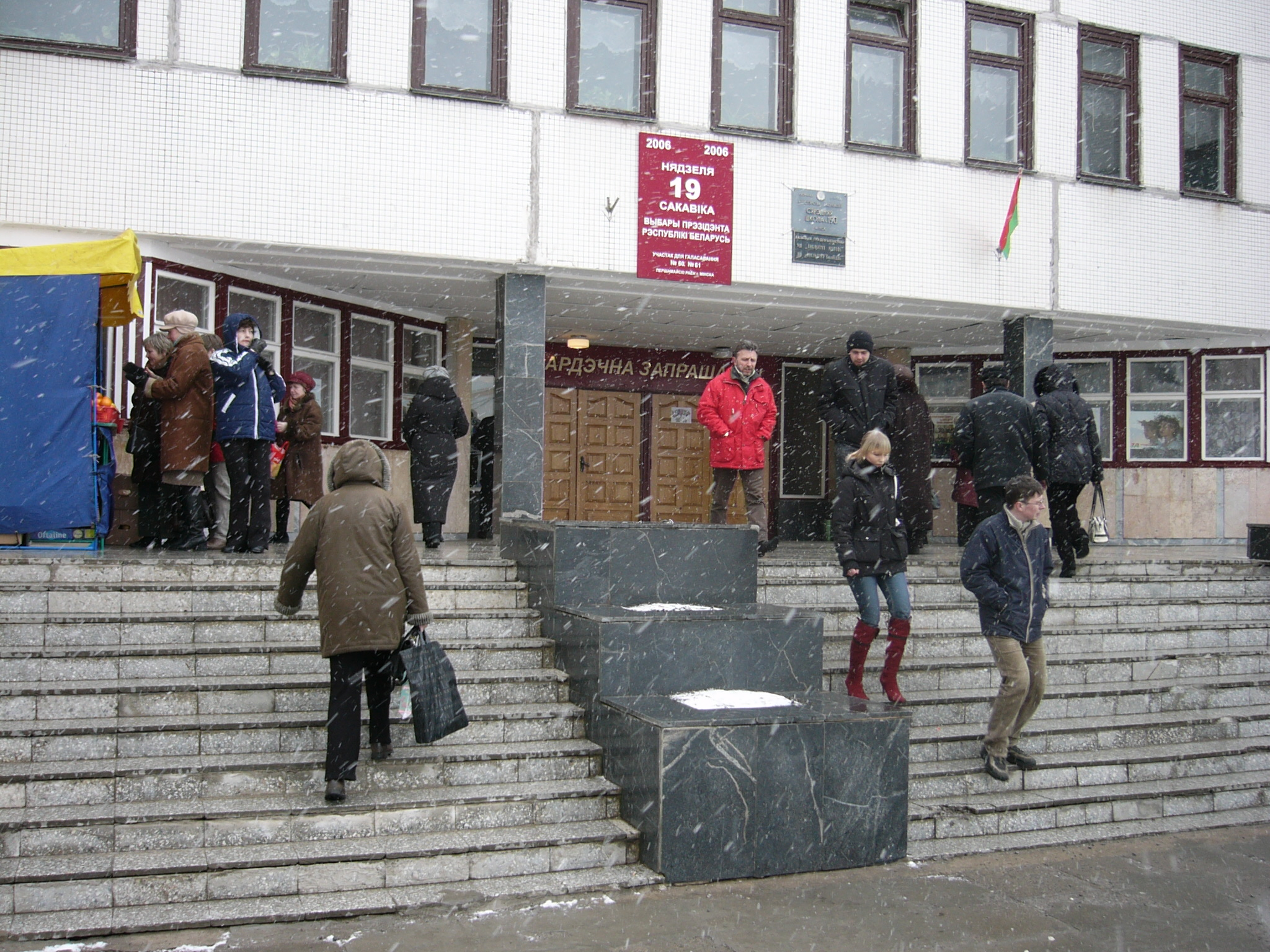
дільниця для голосування в одному з мікрорайонів Мінська

Виборчі дільниці були відкриті з 8:00 до 20:00. Усього було організовано 6 626 ділянок для голосування, у тому числі 41 — за кордоном.
У списки виборців було внесено близько 7020 тис. чоловік. За даними на 20:00, проголосувало 92,6 % від облікового складу.

За даними екзіт-полла, проведеного соціологічною службою ЕКООМ, лідирував Олександр Лукашенко — 82,1 %, на другому місці — Сергій Гайдукевич (4,9 %), в Олександра Мілінкевича — 4,4 %, в Олександра Козуліна — 2,5 %. Проти всіх проголосувало 6,1 % із числа опитаних. Представники опозиції виразили недовіру цим результатам. Керівник прес-служби виборчого штабу Олександра Мілінкевича Сергій Возняк повідомив, що
...за даними російського центру Юрія Левади, за Олександра Лукашенко віддали свої голоси близько 47 % опитаних, за Мілінкевича — близько 25 %.
Начальник керування суспільної безпеки й міліції спеціального призначення МВС Білорусі Леонід Фармагей повідомив, що представники російського центра Юрія Левади взагалі не проводили экзит-полів на території республіки, оскільки це було дозволено робити лише акредитованим організаціям — аналітичному центру «ЕКООМ» і соціологічній службі Комітету міжнародних молодіжних організацій.

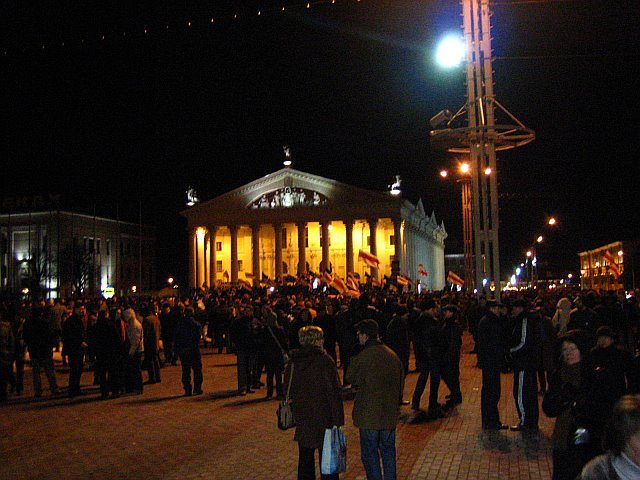
мітинг опозиції в Білорусі 19 березня 2006 року

Інформаційний центр Центвиборчкому Республіки Білорусь був організований в палаці Республіки.
На прес-конференції в 21:00 голова ЦВК Лідія Єрмошина представила результати голосування на закритих виборчих дільницях (у військових частинах, лікарнях і т.д.). За її даними, за Олександра Лукашенко тут проголосувало 92,2 %, за Олександра Мілінкевича — 2,9 %, за Олександра Козуліна — 1,2 %, за Сергія Гайдукевича — 1 %.
Увечері біля Палацу Республіки на Жовтневій площі в центрі Мінська почали збиратися прихильники Олександра Мілінкевича й Олександра Козуліна. Багато прилеглих магазинів і ресторанів зачинилися. Три прилягаючі до району станції метро (Жовтнева, Купалівська, Неміга) поїзда проїжджали без зупинки. Більшість людей зібралося біля великого телеекрана, по якому транслювалися новини телеканала ОНТ. Поруч працювали іноземні журналісти.
За даними міліції, у несанкціонованому мітингу на Жовтневій площі взяли участь біля восьми тисяч чоловік, за іншим даними зібралося понад 20—30 тисяч учасників.
Міліція не втручалася в хід несанкціонованого мітингу. У ході заходу порушень правопорядку зафіксовано не було. Ніхто з учасників мітингу затриманий не був.

## Офіційні результати виборів
| Регіон               | С. Гайдукевич | О. Козулін | О. Лукашенко | О. Мілінкевич |
| -------------------- | ------------- | ---------- | ------------ | ------------- |
| Берестейська область | 1,9           | 2,1        | 82,6         | 6,3           |
| Вітебська область    | 5,3           | 2,2        | 83,1         | 4,5           |
| Гомельська область   | 3,3           | 1,1        | 90,3         | 3,5           |
| Гродненська область  | 2,1           | 1,9        | 83,8         | 6,4           |
| Мінська область      | 1,9           | 2,4        | 83,5         | 7,3           |
| Могилівська область  | 4,9           | 1,6        | 88,5         | 4,0           |
| Місто Мінськ         | 5,1           | 3,9        | 70,8         | 10,1          |
| Усього по країні     | 3,5           | 2,2        | 83,0         | 6,1           |

Явка за офіційним даними склала 92,6 % виборців, причому найменшою вона була в Мінську (85,1 %), а найбільшою в Гомельській області (95,6 %).

### Реакція ЄС, США й Ради Європи
7 лютого в інтерв'ю радіостанції «Голос Америки» заступник керівника делегації Європарламенту по зв'язках з Білоруссю, депутат від Латвії Алдіс Кушкіс заявив, що у випадку порушення прав людини в ході майбутніх президентських виборів Європа й Америка «готові до самих активних мір, аж до виключення Білорусі з ОБСЄ і пред'явлення обвинувачень Лукашенко в судовому порядку». Він повідомив про кроки, які мають намір почати ЄС і США:
Частина цих пропозицій передбачає, наприклад, спільну зустріч з білоруського питання в Європі до виборів, з об'єднаною резолюцією з боку Хельсінкської комісії Конгресу й делегації Європейського парламенту. Цей документ може стати основою для резолюції в Європейському парламенті й для резолюції в Конгресі США. Під час виборів ми — ті, хто буде брати участь як спостерігачі від ОБСЄ, — будемо вести дуже активну й цілеспрямовану роботу як спостерігачі й готуємося до різних можливих сценаріїв після виборів. Тому що ця робота вимагає деякого часу, і, може бути, краще починати цю роботу вже зараз, для того, щоб реагувати на те, що відбувається в Білорусі, не через два-три місяця, а на інший день після того, як скінчаться вибори.
2 березня представник держдепартаменту США Девід Крамер заявив, що адміністрація Білого дому рішуче засуджує затримку кандидата в президенти Олександра Козуліна.
Ми попередили їх, що якщо інциденти, подібні сьогоднішньому, повторяться, то наслідки з нашої сторони не змусять себе чекати. Ми дуже уважно стежимо за тими, хто намагається спровокувати насильство або фальсифікувати результати виборів.
У відповідь Козулін направив подячний лист держсекретареві США Кондолізі Райс.
Від себе особисто й від імені моїх соратників виражаю Вам щиру вдячність за підтримку права мого народу на волю й демократичне волевиявлення. Я сердечно вдячний Вам за принципову позицію відносно процесів, що відбуваються в Білорусі, і за Ваші зусилля з відстоювання й розвитку демократії в нашій країні. Упевнений, що завдяки Вашому оперативному й впливовому голосу 2 березня були відвернені масові репресії.
8 березня Палата представників Конгресу США прийняла резолюцію, у якій призвала білоруський уряд провести «вільні й справедливі вибори 19 березня». Конгресмени звернулися до міжнародного співтовариства в особі Ради Європи, ОБСЄ, Парламентської асамблеї ОБСЄ «продовжити підтримку демократизації Білорусі». Вони призвали Литву й інші балтійські держави продовжити сприяння недержавній і іншій білоруській організації, «що бере участь у просуванні демократії й чесних виборів у республіці».
9 березня заступник держсекретаря США з країн Європи і Євразії Деніел Фрід заявив, що США вважають Білорусь «останнім форпостом тиранії» у Європі й у зв'язку із цим «інвестували 12 мільйонів доларів» на програми підтримки демократії в Білорусі. «Ми повинні припускати, що будуть мати місце вибори із глибокими порушеннями, вибори, які, можливо, не заслуговують так називатися», — сказав Фрід.
14 березня офіційний представник держдепартаменту США Том Кейсі заявив, що адміністрація президента США попередила владу Білорусі про готовність застосувати до них «обмежувальні міри» у випадку невідповідності президентських виборів міжнародним стандартам.
США знову призивають білоруський уряд припинити репресії відносно політичних кампаній і груп цивільного суспільства й поважати права білоруських громадян» За словами Кейсі, Вашингтон приєднується до ЄС у готовності «почати подальші обмежувальні міри відносно винних осіб, якщо вибори не будуть проведені відповідно до міжнародних зобов'язань Білорусі і її зобов'язань перед ОБСЄ.
16 березня у газеті «Файненшл таймс» з'явилася стаття про «Стратегії національної безпеки» (National Security Strategy), підготовленої Білим домом. У цьому документі Олександр Лукашенко ставиться в один ряд з «деспотичними» правителями Ірану (Махмуд Ахмадінежад), Північної Кореї (Кім Чен Ір), Куби (Фідель Кастро) і т. д. У зв'язку із цим «США залишає за собою право адекватно реагувати на порушення прав людини в Білорусі». У документі також відзначається, що Сполучені Штати вживуть «усіх необхідних заходів», щоб захистити себе від «зовнішніх загроз».
Генеральний секретар Ради Європи Террі Девіс заявив, що «президентські вибори в Білорусі будуть проходити в обстановці страху й залякування. Який би не був їхній результат, вони не можуть бути кваліфіковані як демократичні ні в якому змісті цього слова».
Місія ОБСЄ 20 березня опублікувала заяву, у якій розцінила вибори як не відповідні стандартам цієї організації.

### Реакція Росії, СНД і КНР
27 лютого на засіданні спільної колегії міністерств закордонних справ Білорусі й Росії глава МЗС РФ Сергій Лавров сказав, що «Росія виступає категорично проти зовнішнього тиску на Білорусь». «Ми проти того, щоб виявлявся тиск, проти спроб здійснювати зміну влади. Із цієї позиції ми підходимо й до виборів у Білорусі». Сергій Лавров відзначив, що «всі країни різні, в усіх є своя історія, свої традиції». Демократичний процес у кожній країні здійснюється з урахуванням цих обставин, підкреслив він.
2 березня на третіх Всебілоруських народних зборах голова Державної Думи Федеральних Зборів Росії Борис Гризлов відзначив: «Білорусь розвивається в правильному напрямку, і сподіваюся, що цей напрямок залишиться й після президентських виборів». Також він виразив упевненість у реальності розкритого напередодні білоруським КДБ сценарію силового захоплення влади.
7 березня у Мінську пройшло чергове засідання Ради Міністрів Союзної держави, на якому був присутній прем'єр-міністр Росії Михайло Фрадков. У ході зустрічі він виразив упевненість, що вибір білоруського народу буде зорієнтований на зміцнення держави й підвищення ефективності співробітництва між Білоруссю та Росією.
13 березня Олександр Лукашенко прийняв вірчі грамоти нового посла Росії в Білорусі Олександра Сурікова, заявивши, що вдячнийза підтримку, що Росія робить Мінську на міжнародній арені. У цей же день Мінськ відвідав мер Москви Юрій Лужков, якого прийняли на найвищому рівні — і президент, і прем'єр-міністр.
13 березня Смоленський поліграфічний комбінат розірвав договір із білоруськими незалежними виданнями «Народна воля», «Товариш» і «Белорусская деловая газета», які друкували програми Олександра Мілінкевича й Олександра Козуліна. Офіційна причина — відсутність вільних потужностей і недолік оборотних коштів.
20 березня місія міжнародних спостерігачів від СНД зробила заяву за результатами минулих виборів. У ній говориться, що вибори були вільними і прозорими, а також відзначається факт «кампанії безпрецедентного зовнішнього тиску» на країну.
У той же день місія китайських спостерігачів видала звіт, у якому назвала вибори «прозорими й справедливими, без порушень».
Центвиборчком Білорусі повідомив, що «Короткострокові спостерігачі, включені до складу місії ОБСЄ від Російської Федерації, також не погодилися з висновками місії ОБСЄ й на основі власного моніторингу оголосили зроблені висновки невідповідними результатам спостереження, ними було також заявлено, що до початку спостереження вони одержали інструкції, спрямовані на спеціальний пошук тільки негативних моментів. Дана заява послужила підставою для розправи у вигляді позбавлення повноважень спостерігача від ОБСЄ на Величкина».

## Олександр Лукашенко про підсумки виборів
Відповідно до заяв Олександра Лукашенко на прес-конференції із представниками українських ЗМІ, що відбувся наприкінці жовтня 2006 року, він змушений був змінити дані про результати виборів — обнародувати нижче число голосів, ніж він реально одержав. За його словами, того дня його підтримали 93,5 % виборців. Однак, щоб уникнути критики з-за кордону й у зв'язку з тим, що досягнутий ним результат виявився, за його словами, не занадто «європейським», Лукашенко віддав розпорядження Центральної виборчої комісії опублікувати цифру, зменшену на 10 %.
Останні вибори ми сфальсифікували, я вже західникам це говорив…За президента Лукашенко проголосувало 93,5 відсотка. Говорять — це не європейський показник. Ми зробили 86. Це правда було. І якщо зараз почати перераховувати бюлетені, то я не знаю, що з ними робити взагалі. До виборів нам говорили, що якщо будуть приблизно європейські показники на виборах, то ми ваші вибори визнаємо. Ми збиралися зробити європейські показники. Але теж, бачите, не вийшло.